# Selkä-Selli
Selkä-Selli är en liten ö i Finland. Den ligger i sjön Orivesi och här möts de tre kommunerna Kides, Rääkkylä och Nyslott och landskapen  Norra Karelen och Södra Savolax. Ön ligger i den sydöstra delen av landet, 300 km nordost om huvudstaden Helsingfors. Öns area är omkring 550 kvadratmeter och dess största längd är 30 meter i nord-sydlig riktning.